# Tom Clancy
Thomas Leo Clancy Jr., detto Tom (Baltimora, 12 aprile 1947 – Baltimora, 1º ottobre 2013), è stato uno scrittore, sceneggiatore e autore di videogiochi statunitense, famoso soprattutto per i suoi romanzi di spionaggio.
Si dice abbia inventato, assieme a Craig Thomas e a Michael Crichton, un nuovo genere letterario: il techno-thriller. Molti libri di Clancy hanno avuto un ampio successo di pubblico e hanno ispirato diversi film e videogiochi.

## Biografia
Thomas Leo Clancy Jr. nacque a Baltimora (Maryland) il 12 aprile 1947 da una famiglia cattolica, secondo di tre figli di Thomas, un postino, e di Catherine Clancy, impiegata di un negozio di credito. Appassionato fin dalla giovinezza del mondo militare, ne tentò la carriera, che gli venne preclusa a causa della sua forte miopia. Successivamente servì nel ROTC della Johns Hopkins University di Baltimora.
Nonostante già da giovane fosse molto dotato per la scrittura, iniziò a lavorare come assicuratore, finché a 29 anni ascoltò la notizia di una fregata sovietica che in Svezia aveva tentato la diserzione, fatto che ispirò il suo primo libro: La grande fuga dell'Ottobre Rosso, pubblicato nel 1984, da cui successivamente è stato tratto il film Caccia a Ottobre Rosso.
Beneficiava dell'amicizia di molte importanti personalità, tra cui alcuni ex presidenti degli Stati Uniti. Gli analisti dell'esercito degli Stati Uniti mostrarono attenzione per i suoi pareri, offrendogli in cambio la possibilità di imbarcarsi su sottomarini, navi, elicotteri, aerei e altri mezzi militari. La sua passione per l'ambiente militare ha avuto sicuramente molta influenza nella sua vita. Egli possedeva infatti un fuoristrada Hummer e un carro armato M4 Sherman della seconda guerra mondiale, regalatogli dalla moglie per Natale. Possedeva inoltre un poligono personale sotterraneo, dove amava sparare con la sua pistola, una Beretta 92FS.
Morì a Baltimora il 1º ottobre 2013 all'età di 66 anni per insufficienza cardiaca.

## Vita privata
Tom Clancy si sposò nel 1969 con Wanda Thomas King, una studentessa d'infermieristica, con la quale ebbe 4 figli: Michelle Bandy, Christine Blocksidge, Kathleen e Thomas Clancy III. Dopo il divorzio avvenuto nel gennaio 1999, Clancy sposò il 26 giugno 1999 la giornalista Alexandra Marie Llewellyn (che aveva conosciuto nel 1997), da cui ebbe una figlia di nome Alexis.

## Opere
Le sue opere appartengono al genere del techno-thriller, caratterizzato dalla descrizione di avvenimenti di fantapolitica entrando nei particolari più tecnici. I romanzi di Clancy vedono i protagonisti manovrare armi e tecnologie militari altamente innovative, dimostrando di conoscerne le caratteristiche e le modalità d'impiego ben prima che esse vengano divulgate pubblicamente.
Si spazia quindi dall'attribuire un ruolo fondamentale agli aerei stealth in Uragano rosso (1986), quando l'USAF riconoscerà con reticenza l'esistenza del capostipite F117 solo due anni dopo, agli strumenti di comunicazione satellitare cifrati, dalle bombe intelligenti di Pericolo imminente, all'impiego di armi non letali e dei B-2 in Debito d'onore.
Clancy esibiva nei suoi romanzi anche un'ottima conoscenza della macchina amministrativa statunitense e delle tattiche militari sovietiche, particolarmente ai tempi della guerra fredda.

## Il personaggio Jack Ryan
Jack Ryan (nome intero, Dr. John Patrick Ryan) è il personaggio irlandese-americano, il cui "cursus honorum" nell'amministrazione americana viene descritto in molti dei romanzi di Clancy.

## Romanzi
I romanzi pubblicati a suo nome dal 2014 in poi sono ispirati dai suoi personaggi ma sono scritti interamente da altri autori.

### SerieJack Ryan
1. La grande fuga dell'Ottobre Rosso, Milano, Rizzoli, 1986. ISBN 88-17-67275-0 (tit. or.: The Hunt for Red October, 1984).
2. Attentato alla corte d'Inghilterra, Milano, Rizzoli, 1987. ISBN 88-17-67276-9 (tit. or.: Patriot Games, 1987)
3. Il cardinale del Cremlino, Milano, Rizzoli, 1989. ISBN 88-17-67278-5 (tit. or. The Cardinal of the Kremlin, 1988)
4. Pericolo imminente, Milano, Rizzoli, 1990. ISBN 88-17-67279-3 (tit. or. Clear and Present Danger, 1989)
5. Paura senza limite, Milano, Rizzoli, 1991. ISBN 88-17-67285-8 (tit. or. The Sum of All Fears, 1991)
6. Debito d'onore, Milano, Rizzoli, 1994. ISBN 88-17-67287-4. (tit. or.: Debt of Honor, 1994)
7. Potere esecutivo, Milano, Rizzoli, 1997. ISBN 88-17-67123-1. (tit. or.: Executive Orders, 1996)
8. La mossa del Drago, Milano, Rizzoli, 2000. ISBN 88-17-86546-X. (tit. or.: The Bear and the Dragon, 2000)
9. Nome in codice Red Rabbit, Milano, Rizzoli, 2002. ISBN 88-17-87096-X.(tit. or.: Red Rabbit, 2002)
10. Vivo o morto, con Grant Blackwood, Milano, Rizzoli, 2010. ISBN 978-88-17-03787-7. (tit. or.: Dead or Alive, 2010)
11. Il giorno del falco, con Mark Greaney, Milano, Rizzoli, 2012. ISBN 978-88-17-05702-8. (tit. or.: Locked On, 2011)
12. Scontro frontale con Mark Greaney, Milano, Rizzoli, 2014. ISBN 978-88-17-07244-1 (tit. or.: Threat Vector, con Mark Greaney, 2012)
13. Command Authority, con Mark Greaney, Milano, Rizzoli, 2014. ISBN 978-03-99-16047-9 (tit. or.: Command Authority, 2013)
14. Sfida totale, di Mark Greaney 2017 ISBN 978-88-17-09796-3 (tit. or.: Full Force And Effect, 2014)
15. Comandante Supremo, di Mark Greaney 2016 ISBN 978-88-17-09119-0 (tit. or.: Commander in Chief, 2015)
16. Clear shot: colpo mortale, di Mark Greaney 2018 ISBN 978-88-17-10500-2 (tit. or.: True Faith and Allegiance, 2016)
17. Point of Contact, di Mike Maden 2017
18. Potere e Impero, di Marc Cameron 2019 ISBN 978-88-17-14228-1 (tit. or.: Power and Empire, 2017)
19. Line of Sight, di Mike Maden 2018
20. Attacco dal cielo, di Marc Cameron, 2020 ISBN 978-88-17-14686-9 (tit. or.: Oath of Office, 2018)

### Romanzi senza Jack Ryan ma ambientati nel suo mondo
- Senza rimorso, Milano, Rizzoli, 1993. ISBN 88-17-67286-6 (tit. or.: Without Remorse, 1993)
- Rainbow Six, Milano, Rizzoli, 1999. ISBN 88-17-68032-X. (tit. or.: Rainbow Six, 1998)
- I denti della tigre, Milano, Rizzoli, 2003. ISBN 88-17-99513-4. (tit. or.: The Teeth of the Tiger, 2003)
- Support and Defend, di Mark Greaney 2014. ISBN 978-88-17-05248-1 (tit. or.: Support And Defend, 2014)
- Under fire, di Grant Blackwood 2015
- Duty and honor, di Grant Blackwood 2015

### Romanzi delRyanversein ordine cronologico
| Titolo                             | Anno di pubblicazione | Ordine cronologico |
| ---------------------------------- | --------------------- | ------------------ |
| Senza rimorso                      | 1993                  | 1                  |
| Attentato alla corte d'Inghilterra | 1987                  | 2                  |
| Nome in codice Red Rabbit          | 2002                  | 3                  |
| La grande fuga dell'Ottobre Rosso  | 1984                  | 4                  |
| Il cardinale del Cremlino          | 1988                  | 5                  |
| Pericolo imminente                 | 1989                  | 6                  |
| Paura senza limite                 | 1991                  | 7                  |
| Debito d'onore                     | 1994                  | 8                  |
| Potere esecutivo                   | 1996                  | 9                  |
| Rainbow Six                        | 1998                  | 10                 |
| La mossa del Drago                 | 2000                  | 11                 |
| I denti della tigre                | 2003                  | 12                 |
| Vivo o morto                       | 2010                  | 13                 |
| Il giorno del falco                | 2011                  | 14                 |
| Scontro frontale                   | 2012                  | 15                 |
| Command Authority                  | 2013                  | 16                 |
| Support and Defend                 | 2014                  | 17                 |
| Sfida totale                       | 2014                  | 18                 |
| Under fire                         | 2015                  | 19                 |
| Comandante Supremo                 | 2015                  | 20                 |
| Duty and honor                     | 2015                  | 21                 |
| Clear shot: colpo mortale          | 2016                  | 22                 |
| Point of contact                   | 2017                  | 23                 |
| Potere e Impero                    | 2017                  | 24                 |
| Line of sight                      | 2018                  | 25                 |
| Attacco dal cielo                  | 2018                  | 26                 |
| Enemy Contact                      | 2019                  | 27                 |
| Code of Honor                      | 2019                  | 28                 |

### Altri romanzi
- Uragano rosso, Milano, Rizzoli, 1987. ISBN 88-17-67276-9.
- Quota periscopio, Milano, Biblioteca Universale Rizzoli-Corriere della Sera, 1998.

### Ideati e scritti con altri autori
Clancy fu anche coautore di diversi romanzi, raggruppati nei seguenti cicli:
Op-Center
1. 1995 - Op-Center
2. 1995 - Parallelo Russia
3. 1996 - Giochi di Stato
4. 1996 - Atti di guerra
5. 1998 - Equilibri di potere
6. 1999 - Stato d'assedio
7. 2000 - Presa di potere
8. 2001 - Linea di controllo (ultimo tradotto in italiano)
9. 2002 - Mission of Honor
10. 2003 - Sea of Fire
11. 2004 - Call to Treason
12. 2005 - War of Eagles
13. 2014 - Out of the Ashes
14. 2015 - Into the Fire
15. 2016 - Scorched Earth
16. 2017 - Dark Zone
17. 2018 - For Honor
18. 2019 - Sting of the Wasp
19. 2020 - God of War

Net-Force
1. 1999 - Net Force (unico tradotto in italiano)
2. 1999 - Hidden Agendas
3. 1999 - Night Moves
4. 2000 - Breaking Point
5. 2001 - Point of Impact
6. 2001 - CyberNation
7. 2003 - State of War
8. 2003 - Changing of the Guard
9. 2005 - Springboard
10. 2006 - The Archimedes Effect
11. 2019 - Dark Web
12. 2020 - Attack Protocol
13. 2021 - Threat Point
14. 2023 - Moving Target

Net-Force Explorers
1. 1998 - Vandali virtuali
2. 1999 - Wargame mortale
3. 1999 - La solitudine del numero uno
4. 1999 - Battaglia nel cyberspazio
5. 1999 - Furto nella rete
6. 1999 - La cyber-spia
7. 2000 - Sfida di astronavi
8. 2000 - L'ombra dell'eroe (ultimo tradotto in italiano)
9. 2000 - Private Lives
10. 2000 - Safe House
11. 2000 - GamePrey
12. 2000 - Duel Identity
13. 2000 - Deathworld
14. 2001 - High Wire
15. 2001 - Cold Case
16. 2001 - Runaways
17. 2002 - Cloak and Dagger
18. 2002 - Death Match

Giochi di potere
1. 1997 - Politika
2. 1998 - L'avversario
3. 1999 - Progetto Orion
4. 2000 - B-virus (ultimo tradotto in italiano)
5. 2001 - Cold War
6. 2002 - Cutting Edge
7. 2003 - Zero Hour
8. 2004 - Wild Card

Tom Clancy's Splinter Cell
1. 2004 - I signori del fuoco
2. 2005 - Barracuda
3. 2006 - Il gioco di Fisher
4. 2007 - Polonio 210
5. 2009 - L'infiltrato
6. 2010 - End Game (non tradotto in italiano)

Ghost Recon
1. 2008 - Ghost Recon di David Michaels, (unico tradotto in italiano)
2. 2011 - Combat Ops di David Michaels
3. 2012 - Choke Point di Peter Telep
4. 2017 - Wildlands: Dark Water di Richard Dansky

EndWar
1. 2008 - EndWar di David Michaels, (unico tradotto in italiano)
2. 2011 - The Hunted di Grant Blackwood, con pseudonimo di David Michaels
3. 2013 - The Missing di Peter Telep

Altro
- 2009 - H.A.W.X., di David Michaels
- 2011 - Contro tutti, di Peter Telep

## Saggi
Tom Clancy scrisse numerosi saggi di divulgazione su tematiche militari, in particolare sulle forze armate statunitensi e sulla prima guerra del Golfo:
Guided Tour
- 1993 - Eroi degli abissi. Viaggio a bordo di un sottomarino nucleare (2001, ISBN 88-04-48970-7)
- 1994 - Cavalleria corazzata. Tutti i segreti dei carri armati dell'esercito più forte del mondo (1997, ISBN 88-04-42135-5)
- 1995 - Stormo da caccia. Tutti i segreti degli aerei da combattimento (1996, ISBN 88-04-41720-X)
- 1996 - Marines. Tutti i segreti delle forze da sbarco americane (1998, ISBN 88-04-43467-8)
- 1997 - Ali d'acciaio. I segreti dei protagonisti della guerra dei cieli (1999, ISBN 88-04-45694-9)
- 1999 - Fortezze dei mari. Tutti i segreti delle grandi portaerei (2000, ISBN 88-04-47461-0)
- 2001 - Special Forces. Viaggio nei segreti dei Berretti verdi (2002, ISBN 88-04-50676-8)

Study in Command
- 1997 - Dentro la tempesta (1998, ISBN 88-17-66078-7)
- 1999 - Ogni uomo è una tigre (2000, ISBN 88-17-86379-3)
- 2002 - Shadow Warriors. Inside the Special Forces (inedito in italiano)
- 2004 - Battle Ready (inedito in italiano)

## Sceneggiatura di videogiochi
Tom Clancy curò anche la sceneggiatura di alcuni videogiochi, sviluppati dalla Ubisoft. Dato il loro successo, nel 2008 Ubisoft ha acquisito da Tom Clancy i diritti di uso esclusivo del suo nome per lo sviluppo di videogiochi.

### Serie diRainbow Six
- Tom Clancy's Rainbow Six (1998)
  - Tom Clancy's Rainbow Six: Eagle Watch (1999 - Espansione)
- Tom Clancy's Rainbow Six: Rogue Spear (1999)
  - Tom Clancy's Rainbow Six: Urban Operations (2000 - Espansione)
  - Tom Clancy's Rainbow Six: Covert Ops Essentials (2000 - Espansione)
  - Tom Clancy's Rainbow Six: Black Thorn (2001 - Espansione)
- Rainbow Six: Take-Down – Missions in Korea (2001) (non pubblicato al di fuori della Corea)
- Tom Clancy's Rainbow Six: Lone Wolf (2002)
- Tom Clancy's Rainbow Six 3: Raven Shield (2003)
  - Tom Clancy's Rainbow Six 3: Athena Sword (2004 - Espansione)
  - Tom Clancy's Rainbow Six 3: Black Arrow (2004)
  - Tom Clancy's Rainbow Six 3: Iron Wrath (2005 - Espansione)
- Tom Clancy's Rainbow Six: Broken Wings (2003)
- Tom Clancy's Rainbow Six: Urban Crisis (2004)
- Tom Clancy's Rainbow Six: Lockdown (2005)
- Tom Clancy's Rainbow Six: Critical Hour (2006)
- Tom Clancy's Rainbow Six: Vegas (2006)
- Tom Clancy's Rainbow Six: Vegas 2 (2008)
- Tom Clancy's Rainbow Six: Shadow Vanguard (2011)
- Tom Clancy's Rainbow 6: Patriots (gioco cancellato)
- Tom Clancy's Rainbow Six: Siege (2015)
  - Tom Clancy's Rainbow Six Siege: Operazione Black Ice (2016 - Espansione)
  - Tom Clancy's Rainbow Six Siege: Operazione Dust Line (2016 - Espansione)
  - Tom Clancy's Rainbow Six Siege: Operazione Skull Rain (2016 - Espansione)
  - Tom Clancy's Rainbow Six Siege: Operazione Red Crow (2016 - Espansione)
  - Tom Clancy's Rainbow Six Siege: Operazione Velvet Shell (2017 - Espansione)
  - Tom Clancy's Rainbow Six Siege: Operazione Health (2017 - Espansione)
  - Tom Clancy's Rainbow Six Siege: Operazione Blood Orchid (2017 - Espansione)
  - Tom Clancy’s Rainbow Six Siege: Operazione White Noise (2017 - Espansione)
  - Tom Clancy's Rainbow Six Siege: Operazione Chimera (2018 - Espansione)
    - Tom Clancy's Rainbow Six Siege: Outbreak (2018 - Espansione a tempo limitato)

  - Tom Clancy's Rainbow Six Siege: Operazione Para Bellum (2018 - Espansione)
  - Tom Clancy's Rainbow Six Siege: Operazione Grim Sky (2018 - Espansione)
  - Tom Clancy's Rainbow Six Siege: Operazione Wind Bastion (2018 - Espansione)
  - Tom Clancy's Rainbow Six Siege: Operazione Burnt Horizon (2019 - Espansione)
  - Tom Clancy's Rainbow Six Siege: Operazione Phantom Sight (2019 - Espansione)
  - Showdown a Fort Truth (2019 - Espansione a tempo limitato)
  - Tom Clancy's Rainbow Six Siege: Operazione Ember Rise  (2019 - Espansione)
  - Tom Clancy's Rainbow Six Siege: Operazione Shifting Tides (2019 - Espansione)
  - Tom Clancy's Rainbow Six Siege: Operazione Void Edge (2020 - Espansione)
  - Tom Clancy's Rainbow Six Siege: Operazione Steel Wave (2020 - Espansione)
  - Tom Clancy's Rainbow Six Siege: Operazione Shadow Legacy (2020 - Espansione)
  - Tom Clancy's Rainbow Six Siege: Operazione Neon Dawn (2020 - Espansione)
  - Tom Clancy's Rainbow Six Siege: Operazione Crimson Heist (2021 - Espansione)
  - Tom Clancy's Rainbow Six Siege: Operazione North Star (2021 - Espansione)
  - Tom Clancy's Rainbow Six Siege: Operazione Crystal Guard (2021 - Espansione)
  - Tom Clancy's Rainbow Six Siege: Operazione High Calibre (2021 - Espansione)
  - Tom Clancy's Rainbow Six Siege: Operazione Demon Veil (2022 - Espansione)
  - Tom Clancy's Rainbow Six Siege: Operazione Vector Glare (2022 - Espansione)
  - Tom Clancy's Rainbow Six Siege: Operazione Brutal Swarm (2022 - Espansione)
  - Tom Clancy's Rainbow Six Siege: Operazione Solar Raid (2022 - Espansione)
- Tom Clancy's Rainbow Six Extraction (2022)

### Serie diGhost Recon
- Tom Clancy's Ghost Recon (2001)
  - Tom Clancy's Ghost Recon: Desert Siege (2002 - Espansione)
  - Tom Clancy's Ghost Recon: Island Thunder (2003 - Espansione)
  - Tom Clancy's Ghost Recon: Jungle Storm (2004)
- Tom Clancy's Ghost Recon 2 (2004)
  - Tom Clancy's Ghost Recon 2: Summit Strike (2005- Espansione)
- Tom Clancy's Ghost Recon Advanced Warfighter (2006)
- Tom Clancy's Ghost Recon Advanced Warfighter 2 (2007)
- Tom Clancy's Ghost Recon Wii (2010)
- Tom Clancy's Ghost Recon: Predator (2010)
- Tom Clancy's Ghost Recon: Shadow Wars (2011)
- Tom Clancy's Ghost Recon: Future Soldier (2012)
- Tom Clancy's Ghost Recon: Commander (2012)
- Tom Clancy's Ghost Recon: Phantoms (2014)
- Tom Clancy's Ghost Recon: Wildlands (2017)
- Tom Clancy’s Ghost Recon: Breakpoint (2019)

### Serie diSplinter Cell
- Tom Clancy's Splinter Cell (2003)
- Tom Clancy's Splinter Cell: Team Stealth Action (2003)
- Tom Clancy's Splinter Cell: Pandora Tomorrow (2004)
- Tom Clancy's Splinter Cell: Chaos Theory (2005)
- Tom Clancy's Splinter Cell: Essentials (2006)
- Tom Clancy's Splinter Cell: Double Agent (2006)
- Tom Clancy's Splinter Cell: Conviction (2010)
- Tom Clancy's Splinter Cell: Blacklist (2013)

### Serie diH.A.W.X
- Tom Clancy's H.A.W.X. (2009)
- Tom Clancy's H.A.W.X. 2 (2010)

### Serie diThe Division
- Tom Clancy's The Division (2016)
- Tom Clancy's The Division 2 (2019)
- Tom Clancy's The Division 3

## Film e televisione

### Cinema
- Caccia a Ottobre Rosso, regia di John McTiernan (1990), tratto dal libro La grande fuga dell'Ottobre Rosso
- Giochi di potere, regia di Phillip Noyce (1992), tratto dal libro Attentato alla corte d'Inghilterra
- Sotto il segno del pericolo, regia di Phillip Noyce (1994), tratto dal libro Pericolo imminente
- OP Center, regia di Lewis Teague (1995)
- Net force, regia di Robert Lieberman (1999)
- Al vertice della tensione, regia di Phil Alden Robinson (2002), tratto dal libro Paura senza limite
- Jack Ryan - L'iniziazione (Jack Ryan: Shadow Recruit), regia di Kenneth Branagh (2014), storia originale
- Senza rimorso (Without Remorse), regia di Stefano Sollima (2021)

### Televisione
- Ghost Recon: Alpha - cortometraggio, regia di François Alaux (2012)
- Ghost Recon Wildlands: War Within the Cartel - cortometraggio, regia di Avi Youabian (2017)
- Jack Ryan - serie streaming, creata da Carlton Cuse e Graham Roland (2018-2023)